# Carl-Gustaf Rossby

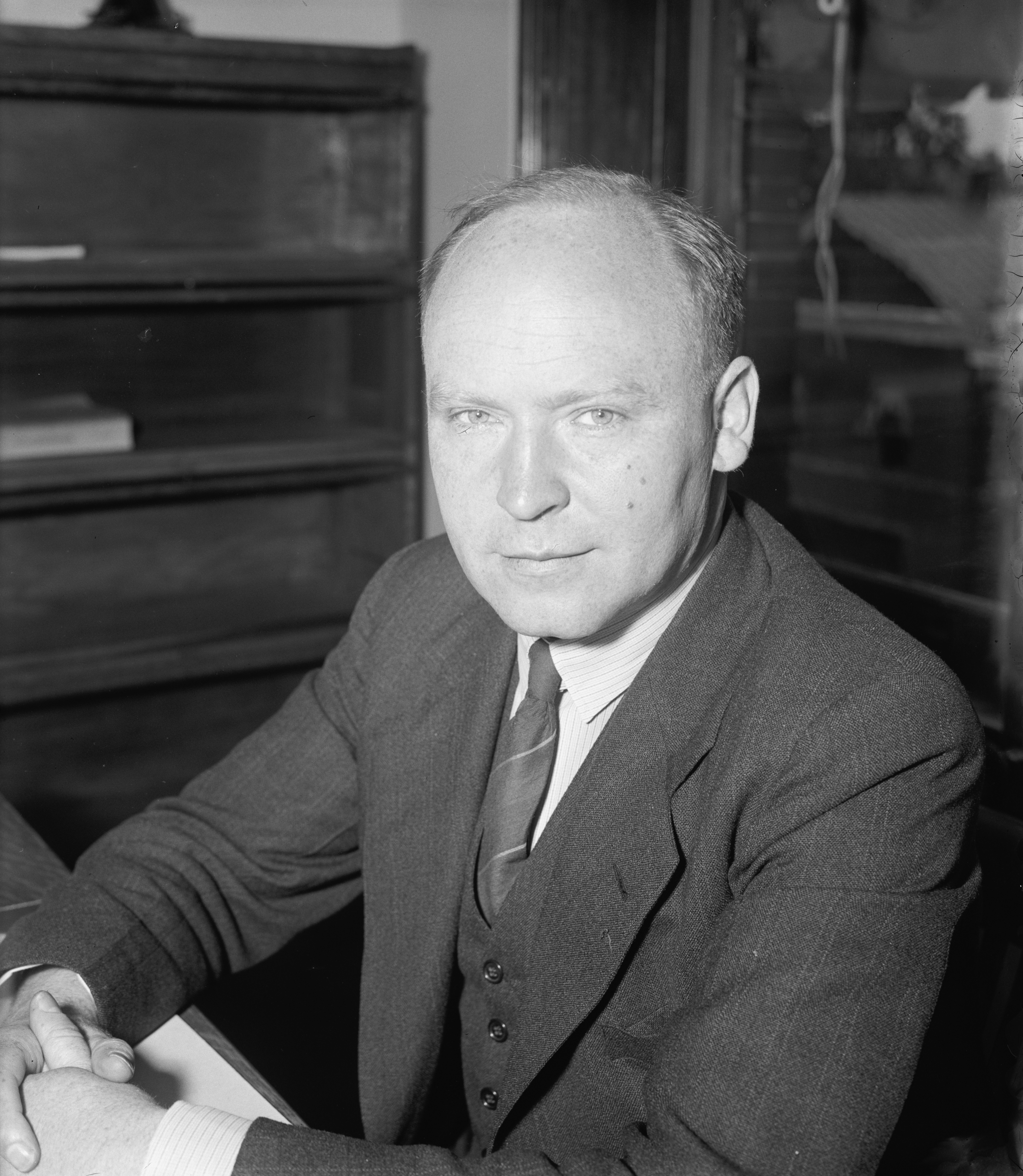
Carl-Gustaf Rossby

Carl-Gustaf Arvid Rossby (Stockholm, 28 december 1898 – aldaar, 19 augustus 1957) was een Zweeds meteoroloog en ontdekker van de Rossby-golf en de straalstroom. Het bestaan van de straalstroom was echter reeds in 1926 aangetoond door de Japanse weerkundige Oishi Wasaburo door met een theodoliet sondebalonnen te volgen. 
Het getal van Rossby, de Carl-Gustaf Rossby Research Medal en de Rossby-parameters zijn naar hem genoemd.